# El Niño (opera)
El Niño (Barnet) är en amerikansk opera (operaoratorium) med musik av John Adams. Den hade premiär den 15 december 2000 på Théâtre du Châtelet i Paris. Solister var Dawn Upshaw, Lorraine Hunt Lieberson och Willard White, vokalensemblen Theatre of Voices, (inklusive countertenorerna Daniel Bubeck, Brian Cummings och Steven Rickards), London Voices, La Maîtrise de Paris samt Deutsches Symphonie-Orchester Berlin med Kent Nagano som dirigent.

## Historia
I detta "födelseoratorium" omarbetade Adams den kristna berättelsen, både som ett utforskande av sin egen tro och som en vidare hyllning till födelsemiraklet. Avsedd att uppföras antingen som en fullständig föreställning eller som ett konsertarrangemang. Textmaterialet bygger på en lång rad olika källor: den bibliska berättelsen kompletteras med texter från King James Bible, Wakefield Mystery Plays, Martin Luthers julpredikan, Lukasevangeliet och åtskilliga av de gnostiska evangelierna i Apokryferna. Utöver detta finns dikter av Rosario Castellanos, Juana Inés de la Cruz, Gabriela Mistral, Vicente Huidobro, Rubén Darío och Hildegard av Bingen.
Den största delen av sånginsatserna utförs av en sopran och en mezzosopran. Dessa två, och en baryton, spelar alla olika "roller" och dessa förstärks av tre countertenorer och en stor kör. Verket hade premiär den 15 december 2000 på Théâtre du Châtelet i Paris

## Handling

### Del 1
Den första halvan fokuseras på händelserna och tankarna rörande Jungfru Maria före Jesu födelse; Bebådelsen, Marias havandeskap, Josefs reaktion, resan till Betlehem osv.

### Del 2
Den andra halvan beskriver vad som hände efter födelsen; de Tre vise männens gåvor, Herodes barnmord, samt två av Jesu tidiga mirakler.